# Doll Face
Doll Face è un film del 1945 diretto da Lewis Seiler. In Inghilterra è conosciuto con il titolo Come Back to Me.
La sceneggiatura si basa sul testo teatrale The Naked Genius di Louise Hovick, vero nome della celebre spogliarellista Gypsy Rose Lee). Lo spettacolo, con la regia di George S. Kaufman, andò in scena al Plymouth Theatre di Broadway il 21 ottobre 1943, una commedia in due atti che aveva come protagonista Joan Blondell nel ruolo di Honey Bee Carroll,

## Trama

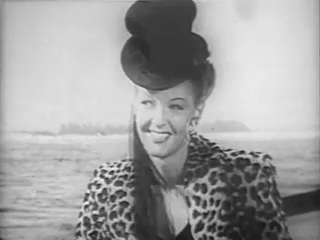
Vivian Blaine

Snobbata durante un'audizione dal grande impresario teatrale Flo Hartman che la reputa "poco di classe" per i suoi spettacoli, la regina del burlesque Doll Face Carroll - dietro consiglio di Mike, suo fidanzato e agente - si accinge a scrivere un'autobiografia che dovrebbe darle, presso il pubblico, una patina di cultura. Come ghostwriter viene assunto Gerard, autore di un libro che aveva suggerito quell'idea a Mike. Lo scrittore accetta il lavoro perché crede che si tratti di collaborare con un'attrice. Dapprima divertito, Gerard - quando conosce la bella Doll Face - cambia idea e si decide a intervistarla, cominciando così il suo lavoro. Chita Chula, l'amica di Doll Face, sospetta però che l'interesse di Gerard non sia solo intellettuale. Mike adesso vuole mettere in scena un musical che avrà come protagonista Doll Facce e Gerard si offre di finanziarlo. Mentre la troupe è impegnata nelle prove dello spettacolo, Gerard finisce il libro. Ma Mike, diventato geloso dello scrittore, annuncia alla fidanzata che non avranno bisogno di pubblicarlo perché lo scopo che si erano prefissi è stato ormai raggiunto con la pubblicità ottenuta. Lei però insiste decidendo di andare con Gerard a parlare con Bennett, l'editore, che vive su un'isola. L'imbarcazione su cui i due si trovano ha un guasto e i due sono costretti ad arrivare sull'isola a nuoto. Mike, la mattina seguente, li trova addormentati sulla spiaggia e ne deduce erroneamente che abbiano passato insieme una notte d'amore. I suoi sospetti feriscono profondamente Doll Face e i due si lasciano, rompendo anche i loro rapporti professionali. Frankie, la sostituta di Doll Face, però, non ha il suo stesso successo e il musical ben presto deve chiudere.
Doll Face diventa la protagonista del nuovo spettacolo di Hartman. Durante le prove, si sente sconvolta quando alcune scene le ricordano la sua storia d'amore ormai finita e respinge la proposta di matrimonio di Gerard, che lei non ha mai amato. Mike, intanto, cerca di fare la pace ma lei si rifiuta di vederlo. A lui non resta che escogitare il trucco di ottenere un'ingiunzione che proibisca a Doll Face di esibirsi perché lei è ancora sotto contratto con lui. Quando i due si rivedono, la donna è furiosa ma lui riesce a calmarla dicendole che quello era l'unico modo per poterle parlare e chiederle scusa.

## Produzione
Il film venne prodotto dalla Twentieth Century Fox Film Corporation con i titoli di lavorazione Here's a Kiss e The Naked Genius.

### Musica

#### Canzoni
- Somebody's Walking in My Dream - musica di Jimmy McHugh, parole di Harold Adamson
  - Cantata da Vivian Blaine all'audizione - Poi cantata e ballata da Martha Stewart nel finale
- Red Hot and Beautiful - musica di Jimmy McHugh, parole di Harold Adamson
  - Cantata da Perry Como e danzata dal corpo di ballo
  - Cantata da Vivian Blaine e dal quartetto maschile
- Here Comes Heaven Again - musica di Jimmy McHugh, parole di Harold Adamson
  - Cantata da Perry Como

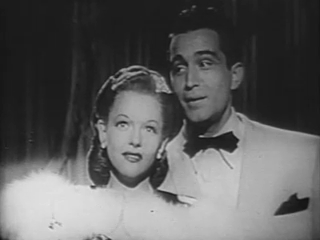
Vivian Blaine e Perry Como nel finale

- - Cantata da Perry Como e Vivian Blaine nel finale
- Dig You Later (A-Hubba Hubba Hubba) - musica di Jimmy McHugh, parole di Harold Adamson
  - Cantata da Perry Como e Martha Stewart e poi nel finale
- Chico Chico - musica di Jimmy McHugh, parole di Harold Adamson
  - Cantata e danzata da Carmen Miranda, Bando da Lua e corpo di ballo
- The Parisian Trot - musica di Lionel Newman, parole di Charles Henderson

### Cast
Nel cast, non accreditato, c'è anche un giovane Robert Mitchum nel ruolo di un passante.

## Distribuzione
Distribuito dalla Twentieth Century Fox Film Corporation, il film uscì nelle sale USA il 31 dicembre 1945. Venne presentato a New York il 27 marzo 1946.